# Cerkiew św. Marii Magdaleny w Jerozolimie

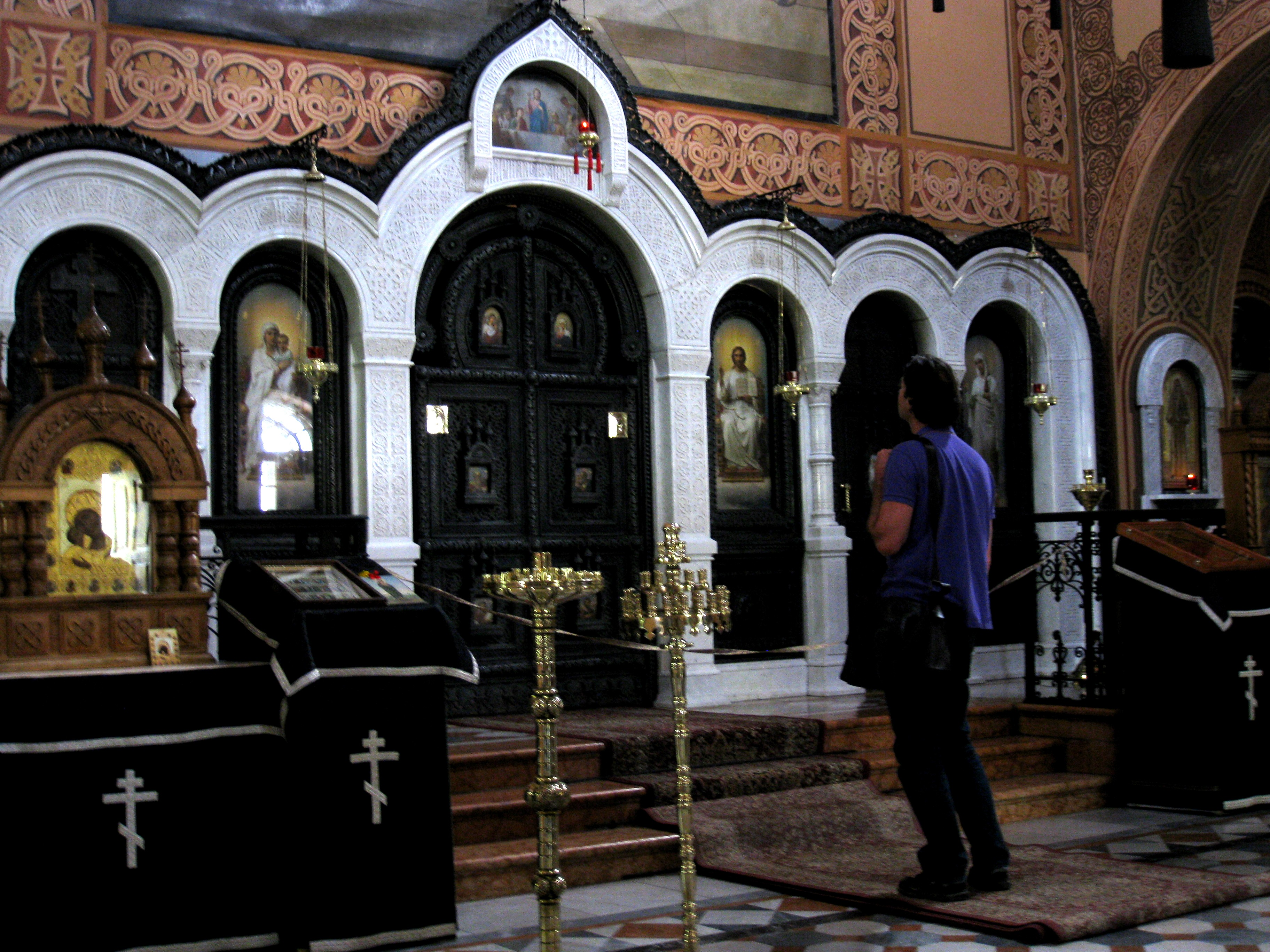
Wnętrze (2013)

Cerkiew św. Marii Magdaleny – cerkiew prawosławna w Jerozolimie. Jest główną cerkwią żeńskiego monasteru Zmartwychwstania Pańskiego w ogrodzie Oliwnym, pozostającego w jurysdykcji Rosyjskiego Kościoła Prawosławnego poza granicami Rosji.

## Historia
Inicjatorem budowy cerkwi był archimandryta Antonin (Kapustin), który pragnął w ten sposób uczcić pamięć carycy Marii Aleksandrowny Romanowej. Budowa cerkwi, podobnie jak w przypadku cerkwi Wniebowstąpienia Pańskiego w Jerozolimie, była również związana z akcją wznoszenia w Jerozolimie rosyjskich cerkwi prawosławnych, co miało utrwalić obecność Rosjan w Ziemi Świętej. Działkę pod budowę cerkwi zakupiono w 1882, jednak dopiero trzy lata później, 21 stycznia 1885 położony został kamień węgielny. Car Aleksander III wsparł budowę kwotą 100 tys. rubli, jego bracia wpłacili po 15 tys. rubli, zaś wielka księżna Maria Aleksandrowna – 5 tys. 13 października 1888 cerkiew została poświęcona w obecności wielkich książąt Sergiusza Aleksandrowicza i Pawła Aleksandrowicza oraz wielkiej księżnej Elżbiety Fiodorowny. Ceremonię przeprowadził patriarcha Jerozolimy Nikodem. Wielka księżna Elżbieta została pochowana w cerkwi w 1921 razem z zamordowaną razem z nią mniszką Barbarą. W cerkwi znajduje się cząstka jej relikwii. Wzniesienie cerkwi spotkało się z nieprzychylną reakcją katolików, którzy uważali, że wzniesienie cerkwi prawosławnej w ogrodzie Oliwnym ma na celu zniechęcenie pielgrzymów różnych wyznań chrześcijańskich do modlitwy w ich sanktuariach. Padały jednak również głosy wysoko oceniające architekturę cerkwi rosyjskich w Jerozolimie.
Od 1934 przy cerkwi działała żeńska wspólnota monastyczna Zmartwychwstania Pańskiego, którego zakonnice prowadzą szkołę dla dzieci prawosławnych Arabów. Od początku swojego istnienia pozostaje ona w jurysdykcji Rosyjskiego Kościoła Prawosławnego poza granicami Rosji, jednak status monasteru posiada dopiero od 1988.
W 1988 w cerkwi pochowana została Alicja Battenberg, księżna Grecji i Danii, będąca matką Filipa, męża królowej brytyjskiej – Elżbiety II.

## Architektura

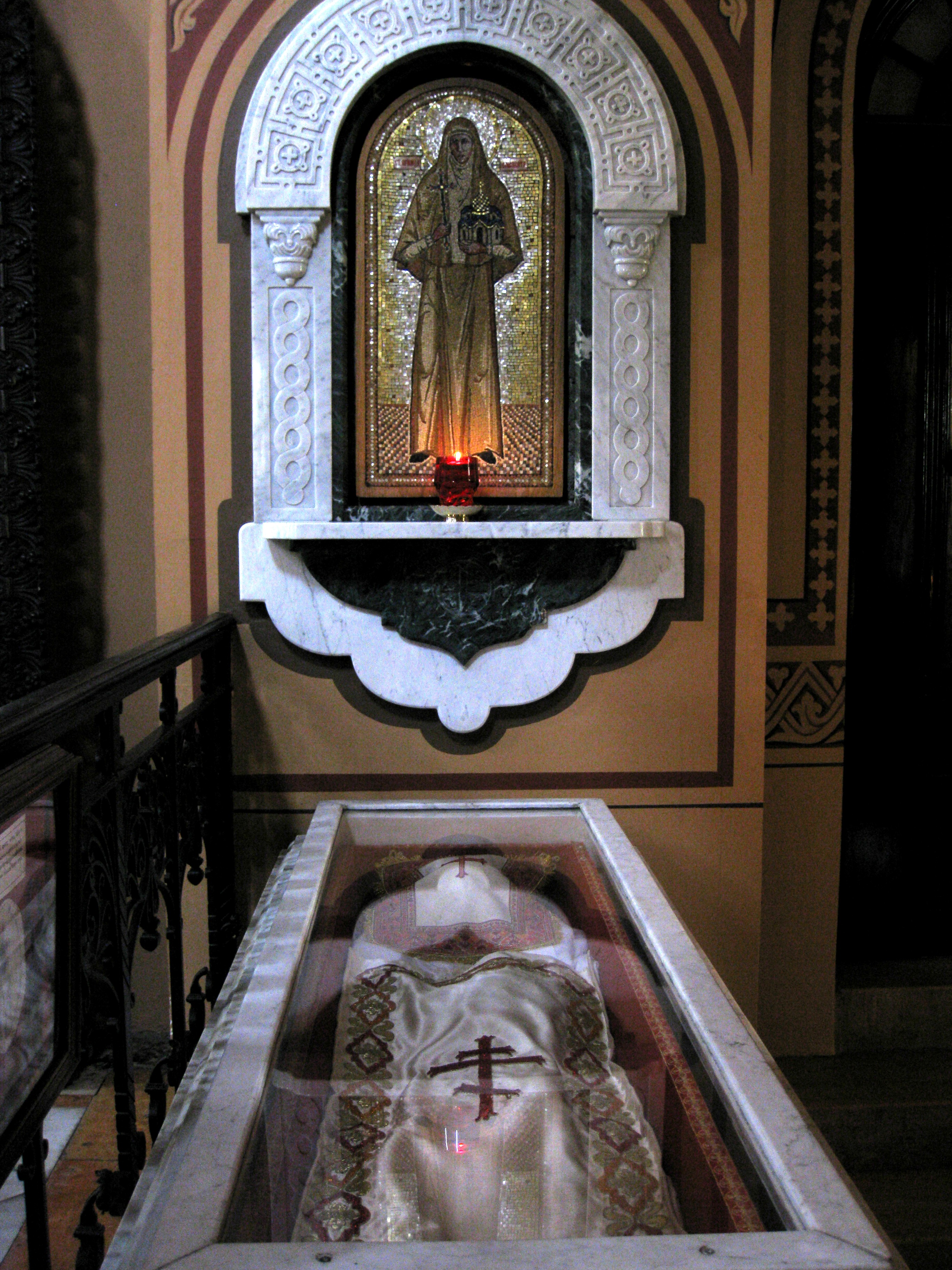
Relikwie Elżbiety Fiodorowny Romanowej

Projekt budynku wykonał Dawid Grimm, który naśladował architekturę cerkwi rosyjskich z XVI i XVII wieku. Cerkiew ma siedem kopuł i połączoną z przedsionkiem dzwonnicę. Nad wejściem znajduje się wizerunek patronki cerkwi na złoconym tle. Powyżej dachu znajduje się rząd oślich łuków. We wnętrzu budynku znalazły się cztery monumentalne freski ze scenami z życia św. Marii Magdaleny autorstwa Siergieja Iwanowa oraz marmurowy ikonostas z ikonami Wasilija Wierieszczagina. Wierieszczagin wykonał również znajdujący się w prezbiterium obraz anioła nad grobem Chrystusa. Oprócz relikwii św. Elżbiety Fiodorowny w cerkwi znajdują się relikwie starców Pustelni Optyńskiej i św. Marii Magdaleny oraz jeden z uznanych za cudowne wariantów Smoleńskiej Ikony Matki Bożej. Cerkiew została wzniesiona z białego piaskowca w miejscu, gdzie Jezus miał przepowiadać przyszłość Jerozolimy.
Podobny typ architektury reprezentuje sobór św. Mikołaja w Wiedniu, również cerkiew rosyjska.